# 町井勲
町井 勲（まちい いさお、1973年（昭和48年）8月20日 - ）は兵庫県川西市在住の居合術家（修心流居合術兵法創流者）、刀剣商、刀剣研師。

## 概要
兵庫県川西市在住の居合術家。修心流居合術兵法創流者であり、ギネス世界記録を6つ保持している。
1993年、無双直伝英信流居合術の修行を開始する。2004年無双直伝英信流町井派を創派するも、2005年には無双直伝英信流の名を捨て、新たに修心流居合術兵法へと改名創流。 独自に無双直伝英信流の古伝の復元を目指し、居合道場 修心館で居合術の指導を行う。刀剣研師、刀剣商をつとめる傍ら、不定期でTV番組への出演等も行っている。
2007年フジテレビの人気番組ザ・ベストハウス123のスペシャル生放送で千本斬のギネス記録更新に挑み、韓国人が保持していた記録を大幅に更新して、千本斬1位の座を再び日本に取り戻した。以降マスコミからの注目を集め、特に鞘に納まった状態の日本刀を使用した瞬速のBB弾居合斬りでその名を知られるようになり、これまでに国内外を問わず、TV番組にも多数出演し、数多くの偉業を成功させている。
2011年、「千本斬」の記録が「GUINNESS WORLD RECORDS 2012」グローバル版に紹介され、掲載された日本人二人のうちの一人となった。幼少より武道経験豊富であり、7歳時より始めた剣道の他、宝蔵院流高田派槍術、長刀、弓道も嗜む。
町井勲が保持するGuinness World records
- 千本斬（36分4秒）
- 据斬（8太刀）
- 3分間速斬（252太刀）
- 最速テニスボール居合斬（発射速度　時速840キロ）
- 6ミリBB弾居合斬（発射速度　時速350キロ）
- 1分間速斬（藺草仮標　87太刀）

テレビ番組収録における記録
- 目隠しでの時速120キロ野球の軟球居合斬
- 音速ピンポン球居合斬(発射速度　マッハ1.17)　音を斬る男
- NHK偉人にチャレンジにて劉備玄徳の逸話になぞらえ、高さ1メートル重さ344キロの竜山石を環首刀で砕断

## 経歴
1993年（平成5年）吉岡早龍の下で無雙直傅英信流居合術を修業開始。一太刀目は牽制であり、二太刀目で殺傷するとまことしやかに流布され、刀剣に対する作法すら正しく伝承指導しない、スポーツと化した現代の無双直伝英信流に疑念を抱く。
1999年（平成11年）全日本居合道連盟、無雙直傅英信流居合術五段位取得以降全ての昇段審査を辞退。その後、所属道場の日本居合道連盟への移籍に伴い日本居合道連盟に於いて五段位を印可される。
2004年（平成16年）抜付の一撃必殺提唱のもととして独自の道を歩み始め、無双直伝英信流町井派として活動を開始。同年8月には国際抜刀道試斬連盟に加盟し、五段位を印可される。5ぺけですね。
その後、正統とされる無双直伝英信流の理合や身体捌きから大きく変化を遂げ、それまで牽制とされてきた抜付水平の一太刀目を、事実、一撃必殺と呼べる斬撃力高いものへと昇華させた。
2005年（平成17年）最早現行の無雙直傅英信流居合術とは異なる理合・術理を生み出した町井勲は、無双直伝英信流の名を捨て、同年9月より無双直伝英信流町井派から修心流居合術兵法に流派名を改名し、居合術道場『修心館』を設立。以降どの連盟や団体にも加盟せず独自に活動を続けている。